# Chitral (księstwo)
Chitral – dawne księstwo muzułmańskie znajdujące się na obszarze dzisiejszego Pakistanu.
Państwo obejmowało obszar 14 850 km², jego stolicą było Chitral.
Chitral założyli w 1575 roku Persowie. W 1911 Chitral wszedł w skład Indii Brytyjskich. W 1947 wszedł w skład Pakistanu. 28 lipca 1969 rząd pakistański podjął decyzję o likwidacji księstwa i włączeniu go do Północno-Zachodniej Prowincji Pogranicznej.

## Książęta Chitral
- 1712 - 1745 Sangalli
- 1745 - ? Mohammad Beg
- ? - 1775 nieznany władca
- 1775 - 1790 Faramarz
- 1790 - 1795 Szach Afzal I
- 1795 - 1798 Szach Fazal
- 1798 - ? Szach Khairullah Khuswaqte
- ? - 1818 Mohtaram Szach II (1 raz)
- 1818 - 1820s Nawaz Chan
- 1820s - 1833 Aman ul-Mulk I
- 1833 - 1837 Mohtaram Szach II (2 raz)
- 1837 - 1853 Szach Afzal II
- 1853 - 1857 Mohtaram Szach III
- 1857 - 1892 Aman ul-Mulk II
- 1892 Afzal ul-Mulk
- 1892 Shir Afzal Chan
- 1892 - 1895 Nizam ul-Mulk
- 1895 Amir ul-Mulk
- 1895 - 1936 Shuja ul-Mulk
- 1936 - 1943 Mohammad Nasir ul-Mulk
- 1943 - 1949 Mohammad Muzaffar ul-Mulk
- 1949 - 1953 Saif ur-Rahman
- 1953 - 1969 Mohammad Saif ul-Mulk Nasir